# 20 Yanvar (Metro de Bakú)
20 Yanvar es una estación del Metro de Bakú. Se inauguró el 31 de diciembre de 1985.